# LPGA Tour 1960
Navigation
Édition précédente Édition suivante
Le LPGA Tour 1960 est la onzième édition du Ladies Professional Golf Association Tour (LPGA), circuit professionnel féminin de golf, qui se déroule du 15 janvier 1960 au 25 septembre 1960 exclusivement aux États-Unis. Cette onzième édition de ce circuit permet de proposer un certain nombre de tournois professionnels destinés aux femmes en dehors des compétitions amateurs. La volonté de la professionnalisation des golfeuses leur permet désormais de gagner de l'argent en jouant au golf.
Cette saison comporte vingt-quatre tournois, soit cinq de moins qu'en 1959, auxquels sont insérées des dotations financières en fonction du résultat de la golfeuse. Quatre de ces tournois sont considérés comme « tournoi majeur » - le Championnat Titleholders, le Western Open, le Championnat LPGA et l'Open américain - et sont considérés comme les plus prestigieux et difficiles à remporter.
L'Américaine Louise Suggs gagne pour la seconde fois après l'édition 1953 le classement des gains avec 16 892 $ en remportant quatre victoires mais aucun tournoi majeur. Les tournois majeurs ont pour vainqueurs l'Uruguayenne Fay Crocker pour le Championnat Titleholders, Joyce Ziske pour le Western Open, Mickey Wright pour le Championnat LPGA et Betsy Rawls pour l'Open américain. Enfin, le « Trophée Vare », créé en 1953, récompensant la golfeuse ayant la moyenne de score la plus basse de la saison est également remporté par Mickey Wright pour la première fois.

## Histoire
Pour l'organisation de cette onzième édition, tous les tournois se disputent aux États-Unis par des golfeuses principalement américaines professionnelles et amateures. Le calendrier établi fait débuter la saison en Géorgie. L'Open de Sea Island ouvre la saison avec la victoire de Mickey Wright. Au cours de cette saison, tous les tournois ont été remportés par des golfeuses américaines professionnelles l'exception du Championnat Titleholders par l'Uruguayenne Fay Crocker.
Avec quatre tournois remportés, l'Américaine Louise Suggs termine première au tableau des gains avec 16 892 $ pour la seconde fois de sa carrière. Les tournois majeurs ont pour vainqueurs l'Uruguayenne Fay Crocker pour le Championnat Titleholders, Joyce Ziske pour le Western Open, Mickey Wright pour le Championnat LPGA et Betsy Rawls pour l'Open américain.

## Participantes à la saison LPGA 1960
Les participantes ont deux statuts. Certaines sont devenues professionnelles, et pour certaines avant la création de ce circuit, mais de nombreuses amateures prennent également part aux tournois sans toutefois pouvoir recevoir le montant des gains en raison de leur statut.
| Participantes     | Participantes    | Participantes    | Participantes     | Participantes    |
| Professionnelles  | Professionnelles | Professionnelles | Professionnelles  | Professionnelles |
| ----------------- | ---------------- | ---------------- | ----------------- | ---------------- |
| Gloria Armstrong  | Patty Berg       | Betty Bush       | Kathy Cornelius   | Fay Crocker      |
| Shirley Englehorn | Mary Lena Faulk  | Gloria Fecht     | Marlene Hagge     | Beverly Hanson   |
| Betty Jameson     | Ruth Jessen      | Peggy Kirk Bell  | Murle MacKenzie   | Jo Ann Prentice  |
| Jackie Pung       | Bonnie Randolph  | Betsy Rawls      | Mary Ann Reynolds | Barbara Romack   |
| Wanda Sanches     | Marilynn Smith   | Wiffi Smith      | Louise Suggs      | Kathy Whitworth  |
| Mickey Wright     | Joyce Ziske      |                  |                   |                  |
| Amateures         |                  |                  |                   |                  |
| Phyllis Preuss    | Anne Quast       |                  |                   |                  |

## Calendrier de la saison 1960
L'édition 1960 se déroule du 15 janvier 1960 au 25 septembre 1960. La tableau suivant présente tous les tournois programmés pour la saison 1960. Les chiffres entre parenthèses correspondent au nombre de victoires remportées au moment de la victoire de la golfeuse audit tournoi remporté. Il est à noter que tous les tournois considérés comme tournois majeurs sont reconnus comme victoires officielles au palmarès du LPGA et ajoutés au palmarès des golfeuses, même avant sa création en 1950. Les tournois majeurs sont indiqués en gras.
| Date       | Tournoi                                              | Catégorie      | Dotation (US$) | Vainqueur individuelle |
| ---------- | ---------------------------------------------------- | -------------- | -------------- | ---------------------- |
| 17/01/1960 | Open de Sea Island, Géorgie                          |                | 5 700 $        | Mickey Wright (14)     |
| 14/02/1960 | Open de St. Petersburg, Floride                      |                | 7 000 $        | Beverly Hanson (17)    |
| 21/02/1960 | Open de Lake Worth, Floride                          |                | 7 000 $        | Fay Crocker (10)       |
| 28/02/1960 | Open de Tampa, Floride                               |                | 7 000 $        | Mickey Wright (15)     |
| 13/03/1960 | Championnat Titleholders, Géorgie                    | Tournoi majeur | 6 000 $        | Fay Crocker (11)       |
| 27/03/1960 | Open de Royal Crown, Géorgie                         |                | 7 600 $        | Wiffi Smith (6)        |
| 10/04/1960 | Open de Babe Zaharias, Texas                         |                | 6 000 $        | Betsy Rawls (39)       |
| 24/04/1960 | Open de Dallas Civitan, Texas                        |                | 9 500 $        | Louise Suggs (47)      |
| 07/05/1960 | Open de Peach Blossom - Betsy Rawls, Caroline du Sud |                | 5 500 $        | Wiffi Smith (7)        |
| 05/06/1960 | Open de Wolverine, Michigan                          |                | 7 500 $        | Joyce Ziske (3)        |
| 12/06/1960 | Triangle Round Robin, New York                       |                | 12 000 $       | Louise Suggs (48)      |
| 19/06/1960 | Open de Cosmopolitan, Illinois                       |                | 7 500 $        | Betsy Rawls (40)       |
| 26/06/1960 | Western Open, Illinois                               | Tournoi majeur | 7 000 $        | Joyce Ziske (4)        |
| 04/07/1960 | Championnat LPGA, Indiana                            | Tournoi majeur | 8 500 $        | Mickey Wright (16)     |
| 10/07/1960 | Open du Youngstown Kitchens Trumbull, Ohio           |                | 11 000 $       | Louise Suggs (49)      |
| 23/07/1960 | Open américain, Massachusetts                        | Tournoi majeur | 7 200 $        | Betsy Rawls (41)       |
| 31/07/1960 | Open American, Minnesota                             |                | 7 000 $        | Patty Berg (50)        |
| 07/08/1960 | Open de Waterloo, Iowa                               |                | 7 000 $        | Wiffi Smith (8)        |
| 21/08/1960 | Open d'Ascheville, Caroline du Nord                  |                | 7 000 $        | Betsy Rawls (42)       |
| 27/08/1960 | Open de Grossinger, New York                         |                | 7 000 $        | Mickey Wright (17)     |
| 01/09/1960 | Eastern Open, Pennsylvanie                           |                | 7 500 $        | Mickey Wright (18)     |
| 18/09/1960 | Open de Memphis, Tennessee                           |                | 7 000 $        | Mickey Wright (19)     |
| 25/09/1960 | San Antonio Civitan, Texas                           |                | 6 500 $        | Louise Suggs (50)      |

## Classements saison 1960

### Tableau des gains («Money list»)
Le tableau ci-dessous est le classement des golfeuses par gains obtenus sur cette saison 1960. Le classement par gains est remporté par Betsy Rawls avec 26 774 $ remportés.
| Cla. | Golfeuses    | Gains    | Victoires |
| ---- | ------------ | -------- | --------- |
| 1    | Louise Suggs | 16 892 $ | 4         |

### Trophée Vare («Vare Trophy»)
Le tableau ci-dessous est le classement des golfeuses par scores les plus bas sur cette saison 1960.
| Cla. | Golfeuses     | Moyenne |
| ---- | ------------- | ------- |
| 1    | Mickey Wright |         |